# Залкинд, Лазарь Борисович
Ла́зарь Бори́сович За́лкинд (14 (2 по старому стилю) января 1886, Харьков — 25 июня 1945, Комсомольск-на-Амуре) — советский шахматный композитор. Экономист.

## Биография
Приват-доцент Московского университета.
Член РСДРП с 1903, долгое время был большевиком, после Февральской революции меньшевик, управляющий делами Московского комитета по выборам в Учредительное собрание. 25 июня 1917 года по списку объединённых социал-демократов был избран гласным Московской городской думы.
После октября 1917 года не принимал какого-либо участия в политической деятельности. В 1920-е — начальник статистического сектора Наркомторга.
Редактор отделов задач в журнале «Шахматный вестник» (1913—1916) и «Шахматы» (1922—1929). Председатель «Объединения любителей шахматных задач и этюдов» Всероссийской шахматной секции (1926—1930).
Составлением шахматных композиций занялся в 1903 году. Залкинд — автор свыше 500 шахматных композиций, большинство из них — трехходовки. Свыше 60 его композиций удостоены отличий на различных международных и отечественных конкурсах.
В 1931 году необоснованно репрессирован по делу «Союзного бюро ЦК меньшевиков», приговорён к 8 годам заключения (отбывал в Верхнеуральском политизоляторе), затем к 5 годам ИТЛ (отбывал в БАМлаге).
Умер в ссылке. Реабилитирован посмертно.

## Этюды
|   | a | b | c | d | e | f | g | h |   |
| - | --- | --- | --- | --- | --- | --- | --- | --- | - |
| 8 | f7 чёрная пешка · h7 белый слон · h6 белая пешка · b5 белый король · b4 чёрная пешка · a3 чёрная пешка · b2 чёрный король | f7 чёрная пешка · h7 белый слон · h6 белая пешка · b5 белый король · b4 чёрная пешка · a3 чёрная пешка · b2 чёрный король | f7 чёрная пешка · h7 белый слон · h6 белая пешка · b5 белый король · b4 чёрная пешка · a3 чёрная пешка · b2 чёрный король | f7 чёрная пешка · h7 белый слон · h6 белая пешка · b5 белый король · b4 чёрная пешка · a3 чёрная пешка · b2 чёрный король | f7 чёрная пешка · h7 белый слон · h6 белая пешка · b5 белый король · b4 чёрная пешка · a3 чёрная пешка · b2 чёрный король | f7 чёрная пешка · h7 белый слон · h6 белая пешка · b5 белый король · b4 чёрная пешка · a3 чёрная пешка · b2 чёрный король | f7 чёрная пешка · h7 белый слон · h6 белая пешка · b5 белый король · b4 чёрная пешка · a3 чёрная пешка · b2 чёрный король | f7 чёрная пешка · h7 белый слон · h6 белая пешка · b5 белый король · b4 чёрная пешка · a3 чёрная пешка · b2 чёрный король | 8 |
| 7 | f7 чёрная пешка · h7 белый слон · h6 белая пешка · b5 белый король · b4 чёрная пешка · a3 чёрная пешка · b2 чёрный король | f7 чёрная пешка · h7 белый слон · h6 белая пешка · b5 белый король · b4 чёрная пешка · a3 чёрная пешка · b2 чёрный король | f7 чёрная пешка · h7 белый слон · h6 белая пешка · b5 белый король · b4 чёрная пешка · a3 чёрная пешка · b2 чёрный король | f7 чёрная пешка · h7 белый слон · h6 белая пешка · b5 белый король · b4 чёрная пешка · a3 чёрная пешка · b2 чёрный король | f7 чёрная пешка · h7 белый слон · h6 белая пешка · b5 белый король · b4 чёрная пешка · a3 чёрная пешка · b2 чёрный король | f7 чёрная пешка · h7 белый слон · h6 белая пешка · b5 белый король · b4 чёрная пешка · a3 чёрная пешка · b2 чёрный король | f7 чёрная пешка · h7 белый слон · h6 белая пешка · b5 белый король · b4 чёрная пешка · a3 чёрная пешка · b2 чёрный король | f7 чёрная пешка · h7 белый слон · h6 белая пешка · b5 белый король · b4 чёрная пешка · a3 чёрная пешка · b2 чёрный король | 7 |
| 6 | f7 чёрная пешка · h7 белый слон · h6 белая пешка · b5 белый король · b4 чёрная пешка · a3 чёрная пешка · b2 чёрный король | f7 чёрная пешка · h7 белый слон · h6 белая пешка · b5 белый король · b4 чёрная пешка · a3 чёрная пешка · b2 чёрный король | f7 чёрная пешка · h7 белый слон · h6 белая пешка · b5 белый король · b4 чёрная пешка · a3 чёрная пешка · b2 чёрный король | f7 чёрная пешка · h7 белый слон · h6 белая пешка · b5 белый король · b4 чёрная пешка · a3 чёрная пешка · b2 чёрный король | f7 чёрная пешка · h7 белый слон · h6 белая пешка · b5 белый король · b4 чёрная пешка · a3 чёрная пешка · b2 чёрный король | f7 чёрная пешка · h7 белый слон · h6 белая пешка · b5 белый король · b4 чёрная пешка · a3 чёрная пешка · b2 чёрный король | f7 чёрная пешка · h7 белый слон · h6 белая пешка · b5 белый король · b4 чёрная пешка · a3 чёрная пешка · b2 чёрный король | f7 чёрная пешка · h7 белый слон · h6 белая пешка · b5 белый король · b4 чёрная пешка · a3 чёрная пешка · b2 чёрный король | 6 |
| 5 | f7 чёрная пешка · h7 белый слон · h6 белая пешка · b5 белый король · b4 чёрная пешка · a3 чёрная пешка · b2 чёрный король | f7 чёрная пешка · h7 белый слон · h6 белая пешка · b5 белый король · b4 чёрная пешка · a3 чёрная пешка · b2 чёрный король | f7 чёрная пешка · h7 белый слон · h6 белая пешка · b5 белый король · b4 чёрная пешка · a3 чёрная пешка · b2 чёрный король | f7 чёрная пешка · h7 белый слон · h6 белая пешка · b5 белый король · b4 чёрная пешка · a3 чёрная пешка · b2 чёрный король | f7 чёрная пешка · h7 белый слон · h6 белая пешка · b5 белый король · b4 чёрная пешка · a3 чёрная пешка · b2 чёрный король | f7 чёрная пешка · h7 белый слон · h6 белая пешка · b5 белый король · b4 чёрная пешка · a3 чёрная пешка · b2 чёрный король | f7 чёрная пешка · h7 белый слон · h6 белая пешка · b5 белый король · b4 чёрная пешка · a3 чёрная пешка · b2 чёрный король | f7 чёрная пешка · h7 белый слон · h6 белая пешка · b5 белый король · b4 чёрная пешка · a3 чёрная пешка · b2 чёрный король | 5 |
| 4 | f7 чёрная пешка · h7 белый слон · h6 белая пешка · b5 белый король · b4 чёрная пешка · a3 чёрная пешка · b2 чёрный король | f7 чёрная пешка · h7 белый слон · h6 белая пешка · b5 белый король · b4 чёрная пешка · a3 чёрная пешка · b2 чёрный король | f7 чёрная пешка · h7 белый слон · h6 белая пешка · b5 белый король · b4 чёрная пешка · a3 чёрная пешка · b2 чёрный король | f7 чёрная пешка · h7 белый слон · h6 белая пешка · b5 белый король · b4 чёрная пешка · a3 чёрная пешка · b2 чёрный король | f7 чёрная пешка · h7 белый слон · h6 белая пешка · b5 белый король · b4 чёрная пешка · a3 чёрная пешка · b2 чёрный король | f7 чёрная пешка · h7 белый слон · h6 белая пешка · b5 белый король · b4 чёрная пешка · a3 чёрная пешка · b2 чёрный король | f7 чёрная пешка · h7 белый слон · h6 белая пешка · b5 белый король · b4 чёрная пешка · a3 чёрная пешка · b2 чёрный король | f7 чёрная пешка · h7 белый слон · h6 белая пешка · b5 белый король · b4 чёрная пешка · a3 чёрная пешка · b2 чёрный король | 4 |
| 3 | f7 чёрная пешка · h7 белый слон · h6 белая пешка · b5 белый король · b4 чёрная пешка · a3 чёрная пешка · b2 чёрный король | f7 чёрная пешка · h7 белый слон · h6 белая пешка · b5 белый король · b4 чёрная пешка · a3 чёрная пешка · b2 чёрный король | f7 чёрная пешка · h7 белый слон · h6 белая пешка · b5 белый король · b4 чёрная пешка · a3 чёрная пешка · b2 чёрный король | f7 чёрная пешка · h7 белый слон · h6 белая пешка · b5 белый король · b4 чёрная пешка · a3 чёрная пешка · b2 чёрный король | f7 чёрная пешка · h7 белый слон · h6 белая пешка · b5 белый король · b4 чёрная пешка · a3 чёрная пешка · b2 чёрный король | f7 чёрная пешка · h7 белый слон · h6 белая пешка · b5 белый король · b4 чёрная пешка · a3 чёрная пешка · b2 чёрный король | f7 чёрная пешка · h7 белый слон · h6 белая пешка · b5 белый король · b4 чёрная пешка · a3 чёрная пешка · b2 чёрный король | f7 чёрная пешка · h7 белый слон · h6 белая пешка · b5 белый король · b4 чёрная пешка · a3 чёрная пешка · b2 чёрный король | 3 |
| 2 | f7 чёрная пешка · h7 белый слон · h6 белая пешка · b5 белый король · b4 чёрная пешка · a3 чёрная пешка · b2 чёрный король | f7 чёрная пешка · h7 белый слон · h6 белая пешка · b5 белый король · b4 чёрная пешка · a3 чёрная пешка · b2 чёрный король | f7 чёрная пешка · h7 белый слон · h6 белая пешка · b5 белый король · b4 чёрная пешка · a3 чёрная пешка · b2 чёрный король | f7 чёрная пешка · h7 белый слон · h6 белая пешка · b5 белый король · b4 чёрная пешка · a3 чёрная пешка · b2 чёрный король | f7 чёрная пешка · h7 белый слон · h6 белая пешка · b5 белый король · b4 чёрная пешка · a3 чёрная пешка · b2 чёрный король | f7 чёрная пешка · h7 белый слон · h6 белая пешка · b5 белый король · b4 чёрная пешка · a3 чёрная пешка · b2 чёрный король | f7 чёрная пешка · h7 белый слон · h6 белая пешка · b5 белый король · b4 чёрная пешка · a3 чёрная пешка · b2 чёрный король | f7 чёрная пешка · h7 белый слон · h6 белая пешка · b5 белый король · b4 чёрная пешка · a3 чёрная пешка · b2 чёрный король | 2 |
| 1 | f7 чёрная пешка · h7 белый слон · h6 белая пешка · b5 белый король · b4 чёрная пешка · a3 чёрная пешка · b2 чёрный король | f7 чёрная пешка · h7 белый слон · h6 белая пешка · b5 белый король · b4 чёрная пешка · a3 чёрная пешка · b2 чёрный король | f7 чёрная пешка · h7 белый слон · h6 белая пешка · b5 белый король · b4 чёрная пешка · a3 чёрная пешка · b2 чёрный король | f7 чёрная пешка · h7 белый слон · h6 белая пешка · b5 белый король · b4 чёрная пешка · a3 чёрная пешка · b2 чёрный король | f7 чёрная пешка · h7 белый слон · h6 белая пешка · b5 белый король · b4 чёрная пешка · a3 чёрная пешка · b2 чёрный король | f7 чёрная пешка · h7 белый слон · h6 белая пешка · b5 белый король · b4 чёрная пешка · a3 чёрная пешка · b2 чёрный король | f7 чёрная пешка · h7 белый слон · h6 белая пешка · b5 белый король · b4 чёрная пешка · a3 чёрная пешка · b2 чёрный король | f7 чёрная пешка · h7 белый слон · h6 белая пешка · b5 белый король · b4 чёрная пешка · a3 чёрная пешка · b2 чёрный король | 1 |
|   | a | b | c | d | e | f | g | h |   |

1. Сc2! a2 (1. … Кр: c2 2. h7 a2 3. h8Ф) 

2. h7 a1Ф 

3. h8Ф+ Кра2 

4. Сb3+! Крb1 

5. Фh7+ Крb2 

6. Фc2+ Кра3 

7. Сd5! Фf1+ 

8. Кра5
|   | a | b | c | d | e | f | g | h |   |
| - | --- | --- | --- | --- | --- | --- | --- | --- | - |
| 8 | b8 чёрная ладья · e8 белый слон · g8 чёрный король · e7 белая пешка · a6 чёрная пешка · h6 белая пешка · c5 чёрная пешка · b2 белый слон · g2 белый король | b8 чёрная ладья · e8 белый слон · g8 чёрный король · e7 белая пешка · a6 чёрная пешка · h6 белая пешка · c5 чёрная пешка · b2 белый слон · g2 белый король | b8 чёрная ладья · e8 белый слон · g8 чёрный король · e7 белая пешка · a6 чёрная пешка · h6 белая пешка · c5 чёрная пешка · b2 белый слон · g2 белый король | b8 чёрная ладья · e8 белый слон · g8 чёрный король · e7 белая пешка · a6 чёрная пешка · h6 белая пешка · c5 чёрная пешка · b2 белый слон · g2 белый король | b8 чёрная ладья · e8 белый слон · g8 чёрный король · e7 белая пешка · a6 чёрная пешка · h6 белая пешка · c5 чёрная пешка · b2 белый слон · g2 белый король | b8 чёрная ладья · e8 белый слон · g8 чёрный король · e7 белая пешка · a6 чёрная пешка · h6 белая пешка · c5 чёрная пешка · b2 белый слон · g2 белый король | b8 чёрная ладья · e8 белый слон · g8 чёрный король · e7 белая пешка · a6 чёрная пешка · h6 белая пешка · c5 чёрная пешка · b2 белый слон · g2 белый король | b8 чёрная ладья · e8 белый слон · g8 чёрный король · e7 белая пешка · a6 чёрная пешка · h6 белая пешка · c5 чёрная пешка · b2 белый слон · g2 белый король | 8 |
| 7 | b8 чёрная ладья · e8 белый слон · g8 чёрный король · e7 белая пешка · a6 чёрная пешка · h6 белая пешка · c5 чёрная пешка · b2 белый слон · g2 белый король | b8 чёрная ладья · e8 белый слон · g8 чёрный король · e7 белая пешка · a6 чёрная пешка · h6 белая пешка · c5 чёрная пешка · b2 белый слон · g2 белый король | b8 чёрная ладья · e8 белый слон · g8 чёрный король · e7 белая пешка · a6 чёрная пешка · h6 белая пешка · c5 чёрная пешка · b2 белый слон · g2 белый король | b8 чёрная ладья · e8 белый слон · g8 чёрный король · e7 белая пешка · a6 чёрная пешка · h6 белая пешка · c5 чёрная пешка · b2 белый слон · g2 белый король | b8 чёрная ладья · e8 белый слон · g8 чёрный король · e7 белая пешка · a6 чёрная пешка · h6 белая пешка · c5 чёрная пешка · b2 белый слон · g2 белый король | b8 чёрная ладья · e8 белый слон · g8 чёрный король · e7 белая пешка · a6 чёрная пешка · h6 белая пешка · c5 чёрная пешка · b2 белый слон · g2 белый король | b8 чёрная ладья · e8 белый слон · g8 чёрный король · e7 белая пешка · a6 чёрная пешка · h6 белая пешка · c5 чёрная пешка · b2 белый слон · g2 белый король | b8 чёрная ладья · e8 белый слон · g8 чёрный король · e7 белая пешка · a6 чёрная пешка · h6 белая пешка · c5 чёрная пешка · b2 белый слон · g2 белый король | 7 |
| 6 | b8 чёрная ладья · e8 белый слон · g8 чёрный король · e7 белая пешка · a6 чёрная пешка · h6 белая пешка · c5 чёрная пешка · b2 белый слон · g2 белый король | b8 чёрная ладья · e8 белый слон · g8 чёрный король · e7 белая пешка · a6 чёрная пешка · h6 белая пешка · c5 чёрная пешка · b2 белый слон · g2 белый король | b8 чёрная ладья · e8 белый слон · g8 чёрный король · e7 белая пешка · a6 чёрная пешка · h6 белая пешка · c5 чёрная пешка · b2 белый слон · g2 белый король | b8 чёрная ладья · e8 белый слон · g8 чёрный король · e7 белая пешка · a6 чёрная пешка · h6 белая пешка · c5 чёрная пешка · b2 белый слон · g2 белый король | b8 чёрная ладья · e8 белый слон · g8 чёрный король · e7 белая пешка · a6 чёрная пешка · h6 белая пешка · c5 чёрная пешка · b2 белый слон · g2 белый король | b8 чёрная ладья · e8 белый слон · g8 чёрный король · e7 белая пешка · a6 чёрная пешка · h6 белая пешка · c5 чёрная пешка · b2 белый слон · g2 белый король | b8 чёрная ладья · e8 белый слон · g8 чёрный король · e7 белая пешка · a6 чёрная пешка · h6 белая пешка · c5 чёрная пешка · b2 белый слон · g2 белый король | b8 чёрная ладья · e8 белый слон · g8 чёрный король · e7 белая пешка · a6 чёрная пешка · h6 белая пешка · c5 чёрная пешка · b2 белый слон · g2 белый король | 6 |
| 5 | b8 чёрная ладья · e8 белый слон · g8 чёрный король · e7 белая пешка · a6 чёрная пешка · h6 белая пешка · c5 чёрная пешка · b2 белый слон · g2 белый король | b8 чёрная ладья · e8 белый слон · g8 чёрный король · e7 белая пешка · a6 чёрная пешка · h6 белая пешка · c5 чёрная пешка · b2 белый слон · g2 белый король | b8 чёрная ладья · e8 белый слон · g8 чёрный король · e7 белая пешка · a6 чёрная пешка · h6 белая пешка · c5 чёрная пешка · b2 белый слон · g2 белый король | b8 чёрная ладья · e8 белый слон · g8 чёрный король · e7 белая пешка · a6 чёрная пешка · h6 белая пешка · c5 чёрная пешка · b2 белый слон · g2 белый король | b8 чёрная ладья · e8 белый слон · g8 чёрный король · e7 белая пешка · a6 чёрная пешка · h6 белая пешка · c5 чёрная пешка · b2 белый слон · g2 белый король | b8 чёрная ладья · e8 белый слон · g8 чёрный король · e7 белая пешка · a6 чёрная пешка · h6 белая пешка · c5 чёрная пешка · b2 белый слон · g2 белый король | b8 чёрная ладья · e8 белый слон · g8 чёрный король · e7 белая пешка · a6 чёрная пешка · h6 белая пешка · c5 чёрная пешка · b2 белый слон · g2 белый король | b8 чёрная ладья · e8 белый слон · g8 чёрный король · e7 белая пешка · a6 чёрная пешка · h6 белая пешка · c5 чёрная пешка · b2 белый слон · g2 белый король | 5 |
| 4 | b8 чёрная ладья · e8 белый слон · g8 чёрный король · e7 белая пешка · a6 чёрная пешка · h6 белая пешка · c5 чёрная пешка · b2 белый слон · g2 белый король | b8 чёрная ладья · e8 белый слон · g8 чёрный король · e7 белая пешка · a6 чёрная пешка · h6 белая пешка · c5 чёрная пешка · b2 белый слон · g2 белый король | b8 чёрная ладья · e8 белый слон · g8 чёрный король · e7 белая пешка · a6 чёрная пешка · h6 белая пешка · c5 чёрная пешка · b2 белый слон · g2 белый король | b8 чёрная ладья · e8 белый слон · g8 чёрный король · e7 белая пешка · a6 чёрная пешка · h6 белая пешка · c5 чёрная пешка · b2 белый слон · g2 белый король | b8 чёрная ладья · e8 белый слон · g8 чёрный король · e7 белая пешка · a6 чёрная пешка · h6 белая пешка · c5 чёрная пешка · b2 белый слон · g2 белый король | b8 чёрная ладья · e8 белый слон · g8 чёрный король · e7 белая пешка · a6 чёрная пешка · h6 белая пешка · c5 чёрная пешка · b2 белый слон · g2 белый король | b8 чёрная ладья · e8 белый слон · g8 чёрный король · e7 белая пешка · a6 чёрная пешка · h6 белая пешка · c5 чёрная пешка · b2 белый слон · g2 белый король | b8 чёрная ладья · e8 белый слон · g8 чёрный король · e7 белая пешка · a6 чёрная пешка · h6 белая пешка · c5 чёрная пешка · b2 белый слон · g2 белый король | 4 |
| 3 | b8 чёрная ладья · e8 белый слон · g8 чёрный король · e7 белая пешка · a6 чёрная пешка · h6 белая пешка · c5 чёрная пешка · b2 белый слон · g2 белый король | b8 чёрная ладья · e8 белый слон · g8 чёрный король · e7 белая пешка · a6 чёрная пешка · h6 белая пешка · c5 чёрная пешка · b2 белый слон · g2 белый король | b8 чёрная ладья · e8 белый слон · g8 чёрный король · e7 белая пешка · a6 чёрная пешка · h6 белая пешка · c5 чёрная пешка · b2 белый слон · g2 белый король | b8 чёрная ладья · e8 белый слон · g8 чёрный король · e7 белая пешка · a6 чёрная пешка · h6 белая пешка · c5 чёрная пешка · b2 белый слон · g2 белый король | b8 чёрная ладья · e8 белый слон · g8 чёрный король · e7 белая пешка · a6 чёрная пешка · h6 белая пешка · c5 чёрная пешка · b2 белый слон · g2 белый король | b8 чёрная ладья · e8 белый слон · g8 чёрный король · e7 белая пешка · a6 чёрная пешка · h6 белая пешка · c5 чёрная пешка · b2 белый слон · g2 белый король | b8 чёрная ладья · e8 белый слон · g8 чёрный король · e7 белая пешка · a6 чёрная пешка · h6 белая пешка · c5 чёрная пешка · b2 белый слон · g2 белый король | b8 чёрная ладья · e8 белый слон · g8 чёрный король · e7 белая пешка · a6 чёрная пешка · h6 белая пешка · c5 чёрная пешка · b2 белый слон · g2 белый король | 3 |
| 2 | b8 чёрная ладья · e8 белый слон · g8 чёрный король · e7 белая пешка · a6 чёрная пешка · h6 белая пешка · c5 чёрная пешка · b2 белый слон · g2 белый король | b8 чёрная ладья · e8 белый слон · g8 чёрный король · e7 белая пешка · a6 чёрная пешка · h6 белая пешка · c5 чёрная пешка · b2 белый слон · g2 белый король | b8 чёрная ладья · e8 белый слон · g8 чёрный король · e7 белая пешка · a6 чёрная пешка · h6 белая пешка · c5 чёрная пешка · b2 белый слон · g2 белый король | b8 чёрная ладья · e8 белый слон · g8 чёрный король · e7 белая пешка · a6 чёрная пешка · h6 белая пешка · c5 чёрная пешка · b2 белый слон · g2 белый король | b8 чёрная ладья · e8 белый слон · g8 чёрный король · e7 белая пешка · a6 чёрная пешка · h6 белая пешка · c5 чёрная пешка · b2 белый слон · g2 белый король | b8 чёрная ладья · e8 белый слон · g8 чёрный король · e7 белая пешка · a6 чёрная пешка · h6 белая пешка · c5 чёрная пешка · b2 белый слон · g2 белый король | b8 чёрная ладья · e8 белый слон · g8 чёрный король · e7 белая пешка · a6 чёрная пешка · h6 белая пешка · c5 чёрная пешка · b2 белый слон · g2 белый король | b8 чёрная ладья · e8 белый слон · g8 чёрный король · e7 белая пешка · a6 чёрная пешка · h6 белая пешка · c5 чёрная пешка · b2 белый слон · g2 белый король | 2 |
| 1 | b8 чёрная ладья · e8 белый слон · g8 чёрный король · e7 белая пешка · a6 чёрная пешка · h6 белая пешка · c5 чёрная пешка · b2 белый слон · g2 белый король | b8 чёрная ладья · e8 белый слон · g8 чёрный король · e7 белая пешка · a6 чёрная пешка · h6 белая пешка · c5 чёрная пешка · b2 белый слон · g2 белый король | b8 чёрная ладья · e8 белый слон · g8 чёрный король · e7 белая пешка · a6 чёрная пешка · h6 белая пешка · c5 чёрная пешка · b2 белый слон · g2 белый король | b8 чёрная ладья · e8 белый слон · g8 чёрный король · e7 белая пешка · a6 чёрная пешка · h6 белая пешка · c5 чёрная пешка · b2 белый слон · g2 белый король | b8 чёрная ладья · e8 белый слон · g8 чёрный король · e7 белая пешка · a6 чёрная пешка · h6 белая пешка · c5 чёрная пешка · b2 белый слон · g2 белый король | b8 чёрная ладья · e8 белый слон · g8 чёрный король · e7 белая пешка · a6 чёрная пешка · h6 белая пешка · c5 чёрная пешка · b2 белый слон · g2 белый король | b8 чёрная ладья · e8 белый слон · g8 чёрный король · e7 белая пешка · a6 чёрная пешка · h6 белая пешка · c5 чёрная пешка · b2 белый слон · g2 белый король | b8 чёрная ладья · e8 белый слон · g8 чёрный король · e7 белая пешка · a6 чёрная пешка · h6 белая пешка · c5 чёрная пешка · b2 белый слон · g2 белый король | 1 |
|   | a | b | c | d | e | f | g | h |   |

1.h7+! Кр: h7 
 2.Са4! Л:b2+ 
 3.Сc2+!! Л:c2 
 4.Крf3 Лc3+ 
 5.Крf4 Лc4+ 
 6.Крf5

## Сочинения
- Эволюция торговли Советского Союза // Торгово-промышленная газета 6-7 ноября 1927 г. № 255/56(1690/91) С. 4